# Vrbanja
 Ovo je glavno značenje pojma Vrbanja. Za druga značenja pogledajte Vrbanja (razdvojba).
Vrbanja je općina u Hrvatskoj. Smještena je na jugoistoku Vukovarsko-srijemske županije, u graničnom području s Republikom Srbijom. Općini Vrbanja susjedne su jedinice lokalne samouprave u sastavu Vukovarsko-srijemske županije: Općina Nijemci i Općina Drenovci. Ustrojena je 1993. godine i u svom sastavu ima tri naselja: Vrbanju, Soljane i Strošince.

## Zemljopis
Površina Općine je oko 191,00 km2 (7,8 % površine Vukovarsko-srijemske županije), od čega su 54 % šume. Cestovno je povezana s cvelferskim naseljima: Soljanima i Drenovcima, te sa selom Bošnjaci. Općina se nalazi u spačvanskom bazenu hrasta lužnjaka, u prostoru između rijeke Save, obronaka Fruške gore, autoceste Zagreb – Lipovac i pruge Vinkovci – Brčko. Područje općine Vrbanja u kojem se nalazi Spačva najniže je u županiji, a karakteriziraju ga male visinske razlike (3 m). Zahvaljujući izvanredno plodnom tlu, povoljnim klimatskim uvjetima, prirodnom bogatstvu i dobrom prometnom položaju, ovo područje naseljeno je od davnina. Na gustoću naseljavanja utjecale su šume hrasta lužnjaka u nekad močvarama bogatom području južnog dijela županije.

## Stanovništvo
| broj stanovnika | 3173  | 3649  | 4439  | 5936  | 6014  | 5607  | 5103  | 5571  | 5674  | 6252  | 6719  | 6723  | 6052  | 5543  | 5174  | 3940  | 2870  |
|                 | 1857. | 1869. | 1880. | 1890. | 1900. | 1910. | 1921. | 1931. | 1948. | 1953. | 1961. | 1971. | 1981. | 1991. | 2001. | 2011. | 2021. |

| broj stanovnika | 1465  | 1710  | 1905  | 2841  | 2996  | 2691  | 2568  | 2625  | 2983  | 3440  | 3722  | 3740  | 3412  | 3138  | 2952  | 2203  | 1583  |
|                 | 1857. | 1869. | 1880. | 1890. | 1900. | 1910. | 1921. | 1931. | 1948. | 1953. | 1961. | 1971. | 1981. | 1991. | 2001. | 2011. | 2021. |

## Stanovništvo općine
Po popisu stanovništva iz 2001. godine, Općina Vrbanja ima 5174 stanovnika, raspoređenih u tri naselja: Vrbanja (2952), Soljani (1554) i Strošinci (668). Gustoća naseljenosti u općini Vrbanja je 27,9 stanovnika po kvadratnom kilometru.

### Prema spolu
| Naselje   | Muško | Žensko | Ukupno |
| --------- | ----- | ------ | ------ |
| Vrbanja   | 1437  | 1515   | 2952   |
| Soljani   | 771   | 783    | 1554   |
| Strošinci | 333   | 335    | 668    |
| Ukupno    | 2541  | 2633   | 5174   |

### Prema narodnosti
| Narodnost | Stanovnika | %      |
| --------- | ---------- | ------ |
| Hrvati    | 4992       | 94,48  |
| Slovaci   | 72         | 1,39   |
| Srbi      | 45         | 0,87   |
| Ostali    | 65         | 1,26   |
| Ukupno    | 5174       | 100,00 |

### Prema vjeri
| Vjera                        | Stanovnika | %      |
| ---------------------------- | ---------- | ------ |
| Katolici                     | 4969       | 96,04  |
| Pripadnici evangeličke crkve | 72         | 1,39   |
| Muslimani                    | 41         | 0,79   |
| Agnostici i neizjašnjeni     | 14         | 0,27   |
| Nisu vjernici                | 4          | 0,08   |
| Ostale vjere                 | 74         | 1,43   |
| Ukupno                       | 5174       | 100,00 |

## Uprava

### Vijeće Općine
- Željko M. Žaper, Vrbanja (HDZ)
- Nikola Tufegdžić, Soljani (HDZ)
- Jakob Ivkić, Strošinci (HDZ)
- Antun Ćosić, Vrbanja (HSS)
- Tomislav Pšenko, Soljani (HSS)
- Zoran Kovačević, Strošinci (HSS)
- Ivan Brčić, Vrbanja (HSP dr.Ante Starčević)
- Adam-Mirko Purić, Strošinci (HSU)
- Goran Ducić, Vrbanja (HSLS)
- Marko Hrančo, Soljani (HSLS)
- Josip Aračić, Strošinci (HSLS)
- Dragomir Josić, Vrbanja (HSLS)
- Renata Sučić, Vrbanja (DC)

## Povijest
Vrbanja se prvi put spominje 1443. godine kao Possesio Werbanya što znači Posjed Vrbanja. Vrbanju i okolna mjesta kroz povijest su pripadala raznim gospodarima. 1536. godine ovaj kraj zaposjedaju Turci. Kada se Slavonija počela oslobađati turske vlasti, austrijske vlasti na rijeci Savi formiraju vojni kordun za obranu od Turaka. 

Do 1808. godine Vrbanja pripada pod Petrovaradinsku pukovniju a nakon toga ulazi u sastav Brodske regimente sa sjedištem u Vinkovcima, odnosno u 12. kompaniju spomenute regimente sa sjedištem u Drenovcima. Od tada se područje tih sela koja su se nalazila u toj 12. kompaniji nazivaju Cvelferija (od njemačkog zwölf = cvelf što znači dvanaest).
1873. ukinuta je Vojna krajina i od tada se sela na ovom području počinju razvijati.

## Poznate osobe
- Zvonko Lerotić – sveučilišni profesor, sociolog, bivši savjetnik Predsjednika RH
- Mara Švel-Gamiršek, književnica
- Ante Kovač, političar i književnik
- Matej Janković, župan Vukovarsko-Srijemski, saborski zastupnik i ministar poljoprivrede
- Ivan Ćosić – Bukvin, jedan od pokretača društveno političkih promjena 1990., povjesničar i    književnik
- Milan Katičić-pravnik, desetljećima društveno aktivan u BIH (Bihać)izabran u Bosanski sabor 1910.
- Mato Medvedović, viši šumarski savjetnik i djelatnik u kulturi
- Marko Landekić – Udvin, filmski režiser i pjesnik
- Josip Purić  –  Karlin, prof. saborski zastupnik u dva mandata i zajedničkom Ugarsko-Hrvatskom parlamentu
- Elizabeta Burg – Miss Universe Hrvatske 2012.[4]
- Hrvoje Sep – boksač[5]
- Tihomir Zovak – saborski zastupnik, gradonačelnik Vinkovaca

- Ela Hafner – kazališna glumica

## Crkve u Vrbanji
- crkva sv. Nikole Tavelića izgrađena 1975-76.
- crkva Preslavnog imena Marijina (središte Župe Vrbanja)

## Spomenici i znamenitosti
- Zvjezdangrad – turska utvrda na području uz rijeku Studvu u šumi kod Soljana. Ostaci utvrde još su vidljivi, ali put nije pristupačan i područje oko utvrde nije raskrčeno.

## Obrazovanje
Škola u Vrbanji osnovana je 1831. godine po naredbi pukovnijskog zapovjedništva Brodske regimente. Od 1873. godine vrbanjska općinska škola reformirana je u "Pučku školu" s četiri razreda i s nastavom na hrvatskom jeziku. U Vrbanji do 1988. djeluju dvije osnovne škole, jedna na području kojeg mještani nazivaju Stanica, koja u to vrijeme obuhvaća ulicu Kolodvorska (danas Josipa Bačoke), te Hrastova i Kolodvorska do broja 35. Škola u Soljanima utemeljena je 1830. godine kao pučka učionica s jednim učiteljem, a početkom 20. stoljeća prerasta u četverorazrednu školu. 
Škole koje sada djeluju na području općine su:
- OŠ "Mara Švel-Garmišek" Vrbanja
- OŠ "Josip Kozarac" Soljani
- PŠ Strošinci

## Kultura
- KUD "Posavac" Vrbanja
- Udruga stvaratelja u kulturi "Possesio Werbanya 1443"
- Slovački KUD "Andrija Pekar" Soljani
- KUD "Slavonija" Soljani
- Udruga žena "Poticaj" Vrbanja
- SRU "Spačva" Vrbanja
- ŠRU "Štuka" Soljani
- KUD "Seljačka sloga" Strošinci

## Šport
- NK "Vrbanja" Vrbanja
- NK "Slavonija" Soljani
- NK "Srijemac" Strošinci

## Zanimljivosti
Vrbanja je osobita u Hrvatskoj po tome što je dalo vrlo velik broj zrakoplovaca po broju stanovnika. Prvi među njima bio je Petar Nikoljačić Bukvin (rođen 28. lipnja 1883.). Nije bio letač, ali se je bavio zrakoplovstvom.

## Vanjske poveznice
- Službena stranica